# Jean Gracia
Jean Gracia (Sabadell, 23 de setembre de 1955) és un atleta i dirigent esportiu català que viu a França.
Atleta de 1972 a 1984 (Athlétic Club de Bastons), que ha fet 5 s 82 sobre 50 m (rècord de França l'any 1979), 10 s 61 sobre 100 m i 21 s 53 sobre 200 m. Té, amb Gabriel Brothier, Pierrick Thessard i Pascal Barrat, el rècord de França universitari del relleu 4 × 100 m l'any 39 s 07 realitzat a l'ocasió de les proves d'Atletisme a la Universiatat d'estat de 1979 a Mèxic.
Es presentà a l'elecció de president de l'Associació Europea d'Atletisme l'any 2015 però no ho va aconseguií, tot i que ha estat reelegit a la vicepresidència.

## Carrera
Al França
- President del Athlétic Club de Cannes de 1984 a 1996.
- Vicepresident del Athlétic Club de Cannes de 1975 a 1984 a continuació de 1996 a 2007.
- Vicepresident del Comitè departamental d'atletisme dels Alps-Marítims de 1980 a 1988.
- Vicepresident de la Lliga regional d'atletisme de Costa Blava de 1984 a 1992.
- Membre de la comissió dels rànquings i de la documentació de la Federació francesa d'atletisme de 1989 a 1992.
- Membre del grup informàtic de la Federació francesa d'atletisme de 1987 a 1992.

A altres indrets 
- Secretari general de l'Associació internacional de les federacions d'atletisme.
- Vicepresident de l'Associació europea d'atletisme des de 2011.
- Membre del comitè de desenvolupament de l'Associació europea d'atletisme des de 2003. Aquest comitè serà, per la continuació, renommé en comissió de desenvolupament de les federacions.
- Membre de la comissió de desenvolupament de l'Associació internacional de les federacions d'atletisme des de 2011.
- Membre de la comissió dels clubs de l'Associació europea d'atletisme de 2011 a 2015.
- Membre de la comissió dels veterans de l'Associació internacional de les federacions d'atletisme des de 2013.
- Secretari General de la Unió Mediterrània d'Atletisme des de la seva creació.
- Membre de la comissió de reflexió de l'Associació europea d'atletisme de 2007 a 2011.
- Membre de la comissió competició de l'Associació internacional de les federacions d'atletisme de 2007 a 2011.

Com a professional
- En el si de Texas Instruments França: ha debutat l'any 1977 com a agent tècnic a continuació analista sistemes per acabar l'any 1992 com cap de projecte informàtic.
- En el si de la Federació francesa d'atletisme: contractat l'any 1992 com a director administratiu a continuació ha esdevingut director general entra 2001 i 2013 abans d'esdevenir director de gabinet de 2014 a 2015.